# كلية الصيدلة (جامعة عين شمس)
تم إنشاء كلية الصيدلة جامعة عين شمس طبقا للقرار الجمهوري رقم287 عام 1994 وتقوم بمنح درجة البكالوريوس في العلوم الصيدلية، درجة الماجستير في العلوم الصيدلية، درجة دكتور الصيدلة في الصيدلة الاكلينيكية Pharm.D,درجة دكتور الفلسفة في العلوم الصيدلية ودرجة دبلوم الدراسات العليا.

## تاريخ الكلية
بدأت الدراسة للسنة الاعدادية للعام الجامعي 1995/1996 وكان عدد الطلبة حينذاك 277 طالبا.أما عدد طلاب الدفعات كلها الآن يتعدي 3000 طالب.وتم وضع برنامج الصيدلة الأكلينيكية في اطار الدراسة.

## الموقع القديم للكلية
كانت تقع الكلية مؤقتا داخل حرم كلية العلوم جامعة عين شمس حين الانتهاء من بناء المبنى الجديد. المبني الجديد مصمم علي طراز فريد.واستغرق بناء المبني 4 سنوات.وتم افتتاحه في مارس 2005
وفي عام 2012 أصبحت صيدلة عين شمس كلية معتمدة عام

## الموقع الجديد
تقع بشارع منظمة الوحدة الأفريقية بجوار مستشفى عين شمس التخصصي، بحي العباسية.